# Osa de la Vega
Osa de la Vega é um município da Espanha na província de Cuenca, comunidade autónoma de Castilla-La Mancha, de área 53,01 km² com população de 660 habitantes (2004) e densidade populacional de 12,45 hab/km².

## Demografia
| Variação demográfica do município entre 1991 e 2004 | Variação demográfica do município entre 1991 e 2004 | Variação demográfica do município entre 1991 e 2004 | Variação demográfica do município entre 1991 e 2004 |
| --------------------------------------------------- | --------------------------------------------------- | --------------------------------------------------- | --------------------------------------------------- |
| 1991                                                | 1996                                                | 2001                                                | 2004                                                |
| 734                                                 | 682                                                 | 652                                                 | 660                                                 |